# 박준혁 (가수)
박준혁(1996년 ~ )은 대한민국의 가수다. 2017년 싱글 [고백송]으로 데뷔했다.

## 방송
- 슈퍼스타K 2016 (2016) - Top17
- 음악의 탄생 (2023) - Top20

## 음반
- 슈퍼스타K 2016 #2 (2016)
- 고백송 (2017)
- 함께 (2019)
- 얽힌 우리 (2020)
- 겨울 (2020)
- 뻔한 고백 (2021)

## 참여
- 김영근 <원> (2024) - 작사/작곡/편곡